# Hyposmocoma thiatma
Hyposmocoma thiatma là một loài bướm đêm thuộc họ Cosmopterigidae. Nó là loài đặc hữu của Maui. Loài địa phương ở Olinda.